# Fundación México-Estados Unidos para la Ciencia (México)
Fundación México-Estados Unidos para la Ciencia (FUMEC), en el contexto de las negociaciones del Tratado de Libre Comercio.
Promueve la colaboración binacional en ciencia y tecnología, a fin de contribuir a la solución de problemas de interés común, especialmente los que apoyen el desarrollo económico y social de México.

## Historia y desarrollo
La Fundación México-Estados Unidos para la Ciencia (FUMEC), se creó a finales de 1992, como un organismo no gubernamental, a través de un acuerdo binacional entre México y Estados Unidos para promover y apoyar la colaboración en ciencia y tecnología dentro los países que forman parte del Tratado de Libre Comercio.
Durante la conformación de la fundación, el congresista norteamericano George E. Brown, Jr. siendo el entonces Presidente del Comité de Ciencia y Tecnología de la Cámara de Representantes de los Estados Unidos jugó un papel clave en la conformación y consolidación de FUMEC.
Durante su gestión, Brown defendió la necesidad de fortalecer el intercambio binacional en el área de la ciencia y la tecnología y realizó acuerdos en los Estados Unidos que permitieron un financiamiento inicial de 11 millones de dólares para integrar el 
Fondo de Apoyo Patrimonial de FUMEC.
El Congresista Brown fue un promotor incansable de la ciencia y la tecnología y en ese contexto el financiamento recibido para la constitución de la fundación fue un hecho excepcional dentro de los apoyos que el gobierno de Estados Unidos otorgaba a organizaciones no gubernamentales.
Luego de su muerte en 1999, dejó un importante legado que se vio reflejado en mejoras a los programas de ciencia y tecnología de los Estados Unidos, destacando la colaboración con otros países en este campo.
Otros actores importantes para la conformación de FUMEC fueron los asesores científicos de los Presidentes de ambos países, Guillermo Soberón Acevedo en México y Alan Bromley en los Estados Unidos, encargados de organizar grupos de trabajo y asegurar el compromiso por parte de los dos gobiernos para crear la Fundación, la cual se estableció formalmente como un organismo con personalidad jurídica en los dos países a partir de 1993.
El principal propósito de esta organización fue tener una entidad que funcionara como articuladora de esfuerzos institucionales con el fin de facilitar la colaboración científica en áreas prioritarias para México y Estados Unidos, mismas que podrían impactar en la solución de problemas futuros, así como en la búsqueda de nuevas oportunidades.
Continuando con el espíritu de colaboración que distinguió el trabajo del congresista George E. Brown Jr., la Fundación México-Estados Unidos para la Ciencia actualmente se ha convertido en una instancia articuladora de esfuerzos binacionales, mediante la identificación de oportunidades, la creación de sinergias, la integración de programas con objetivos de interés binacional y la búsqueda de resultados en las áreas en que trabaja.
```
     “Creo que nuestros países tiene un destino común y la cooperación científica es parte de ese destino.” George E. Brown, Jr.
[
3
]
```

Hoy en día, la FUMEC ofrece a las empresas acceso a redes de innovación y vinculación formadas por actores que apoyan su desarrollo como son: clústeres, cámaras  empresariales,  universidades, centros de investigación e instancias de 
los gobiernos estatales y del gobierno federal, entre otros.

## Acerca de FUMEC
Los compromisos propuestos por los miembros de la Fundación ha traído como resultado varias de las características de FUMEC, entre ellas: "Ser identificador de oportunidades, flexible en su forma de operar, enfocarse en la creación de sinergias y orientarse al logro de resultados".

### Objetivos
•Identificar y definir oportunidades de cooperación binacional en ciencia y tecnología.
•Promover la creación de redes de actores e información.
•Apoyar la gestión de recursos financieros binacionales que puedan sostener el desarrollo de soluciones en el mediano y largo plazo.
•Promover la elaboración de políticas en ciencia y tecnología con el fin de ampliar y fortalecer la cooperación binacional entre     México y los Estados Unidos.
•Anclar los programas y acciones en las comunidades y el tejido institucional para que los resultados puedan tener permanencia.

### Misión
"Promover la cooperación binacional en ciencia y tecnología a fin de contribuir en la solución de problemas de interés para México y para los Estados Unidos, así como identificar oportunidades para el desarrollo económico y social de la región".

### Visión
Ser una organización líder en la promoción de la colaboración binacional para el desarrollo económico y social de México y los Estados Unidos, a través de programas de ciencia y tecnología centrados en:
• El desarrollo de talentos en todos los niveles del sistema educativo.
• La competitividad en sectores clave de Norteamérica, incluyendo el emergente y creciente sector emprendedor.
• Temas sociales y económicos de gran importancia relacionados con la zona fronteriza.

## Programas de la Fundación
Los programas de la Fundación buscan fortalecer la cooperación binacional en áreas como: desarrollo económico, asuntos fronterizos, salud, seguridad, educación y medio ambiente. La ciencia, la tecnología y el desarrollo de recursos humanos especializados son factores clave para el éxito de estos esfuerzos.
Actualmente, la Fundación tiene tres programas en operación:
• Salud y medio Ambiente
• Oportunidades para el Desarrollo económico Basado en la Tecnología.
• Desarrollo de Recursos Humanos en Ciencia y Tecnología.

## Áreas que conforman el programa
Para lograr este objetivo, la Fundación México-Estados Unidos para la Ciencia trae a México experiencias exitosas de Estados Unidos y otros países con el propósito de promover las mejores prácticas las tres áreas programáticas que conforman la columna rectora de la organización:
•Desarrollo Económico basado en la Innovación. 
•Formación de Recursos Humanos en Ciencia y Tecnología.
•Medio Ambiente y Salud.
El enfoque de la FUMEC, a su vez, consiste en detectar temas de interés binacional, iniciar actividades piloto y construir programas que puedan transferirse a organizaciones especializadas.

## Proyectos participantes y vinculaciones
AERI- SISTEMAS EMBEBIDOS
La formación de esta Alianza Estratégica y Red de Innovación busca integrar capacidades tecnológicas y generar Recursos Humanos especializados en Software Embebido para la industria automotriz nacional con el fin de crear las condiciones necesarias para la obtención de Recursos Humanos, Capacidades Tecnológicas y construcción de infraestructura útiles para incrementar la competitividad de la de la industria nacional en la actividad de Sistemas de Software Embebido con aplicación al sector Automotriz de México.
Empresas:
•  CONTINENTAL
•  CONDUMEX
•  VISTEON México
Instituciones académicas y centros de investigación:
• CINVESTA
• ITESM Campus Ciudad Juárez
• ITESM Campus Estado de México
• Universidad Autónoma de Querétaro
• Universidad Autónoma de Ciudad Juárez
• ESIME Zacatenco

Instituciones Privadas sin fines de Lucro:
• Fundación México Estados Unidos para la Ciencia A.C. (FUMEC)

## Cómo participar
• Asesoría experta en proyectos de la AERI – Sistemas Embebidos.
• Asesoría directa en las empresas e Instituciones en la formación de Recursos Humanos y obtención de Infraestructura.
• Identificación de oportunidades de cooperación Internacional.
• Participación en la validación de estudios de inteligencia competitiva y prospectiva de la Red.